# Article II de la Constitution des États-Unis
L'Article II de la Constitution des États-Unis d'Amérique est l'article qui crée l'exécutif américain, comprenant notamment le président.

## Section 1: président et vice-président

### Clause 1: pouvoir exécutif
« Le pouvoir exécutif sera conféré à un président des États-Unis d'Amérique. Il restera en fonction pendant une période de quatre ans et sera, ainsi que le vice-président choisi pour la même durée, élu comme suit : »
La clause un est une « clause d'investiture » similaire à d'autres clauses des articles un et trois, mais qui investit du pouvoir d'exécuter les instructions du congrès (auquel revient l'exclusivité du pouvoir législatif).
Le chef de l'exécutif est le président des États-Unis. Le président et le vice-président sont élus pour quatre ans.

### Clause 2: mode de scrutin, choix des électeurs
« Chaque État nommera, de la manière prescrite par sa législature, un nombre d'électeurs égal au nombre total de sénateurs et de représentants auquel il a droit au Congrès, mais aucun sénateur ou représentant, ni aucune personne tenant des États-Unis une charge de confiance ou de profit, ne pourra être nommé électeur. »
Le président et le vice-président sont choisis par des grands électeurs. La constitution ne précise pas le mode de désignation de ces grands électeurs par les États mais, dans les faits, depuis 1820, la présidentielle américaine est une élection au suffrage universel indirect ; les électeurs désignent des représentants qui sont ensuite chargés d'élire le président et le vice-président. Chaque État dispose d'un certain nombre de ces grands électeurs, lesquels — hormis quelques exceptions — sont intégralement attribués à la paire de candidats président/vice-président qui y a remporté le plus de voix. Ces grands électeurs se réunissent ensuite dans la capitale de leur État respectif pour élire le président et le vice-président ; mis à part en de très rares occasions, ils votent en faveur de la paire de candidats pour laquelle ils ont été élus.

### Clause 3: mode de scrutin, électeurs
« Les électeurs se réuniront dans leurs États respectifs et voteront par bulletin pour deux personnes, dont l'une au moins n'habitera pas le même État qu'eux. Ils dresseront une liste de toutes les personnes qui auront recueilli des voix et du nombre de voix réunies par chacune d'elles. Ils signeront cette liste, la certifieront et la transmettront, scellée, au siège du gouvernement des États-Unis, à l'adresse du président du Sénat. Le président du Sénat, en présence du Sénat et de la Chambre des représentants, ouvrira toutes les listes certifiées, et les suffrages seront alors comptés. La personne qui aura obtenu le plus grand nombre de voix sera président, si ce nombre représente la majorité de tous les électeurs nommés. Si deux ou plusieurs personnes ont obtenu cette majorité et un nombre égal de voix, la Chambre des représentants, par scrutin, choisira immédiatement l'une d'entre elles comme président. Si aucune personne n'a obtenu la majorité nécessaire, la Chambre des représentants choisira alors le président, selon la même procédure, parmi les cinq personnes ayant obtenu le plus grand nombre de voix. Mais, pour le choix du président, les votes seront comptés par État, la représentation de chaque État ayant une voix. Le quorum nécessaire à cet effet sera constitué par la présence d'un ou de plusieurs représentants des deux tiers des États, et l'adhésion de la majorité de tous les États devra être acquise pour la validité du choix. Dans tous les cas, après l'élection du président, la personne qui aura obtenu après lui le plus grand nombre des suffrages des électeurs sera vice-président. Mais s'il reste deux ou plusieurs personnes ayant le même nombre de voix, le Sénat choisira le vice-président parmi elles par scrutin. »
Cette clause concerne les grands électeurs, élus au suffrage populaire. À l'issue de l'élection, les grands électeurs se réunissent dans leurs États respectifs et votent pour la paire président/vice-président pour laquelle ils ont été désignés. Elle stipule également que les grands électeurs doivent voter pour deux candidats d'une paire, dont l'un des deux candidats ne résident pas dans le même État qu'eux : dès lors, un grand électeur de Californie ne pourra pas voter pour une paire président/vice-président dont les deux candidats résident en Californie. Il apparait dès lors important pour un candidat à la présidentielle de faire choix d'un colistier ne résidant pas dans le même État.  
(Note : Cette procédure a été modifiée par le douzième amendement en 1804.)

### Clause 4: jour d'élection («Election day»)
« Le Congrès pourra fixer l'époque où les électeurs seront choisis et le jour où ils devront voter, ce jour étant le même sur toute l'étendue des États-Unis. »
Le congrès détermine un jour d'élection national : the Election day. Les grands électeurs sont choisis le mardi suivant le premier lundi de novembre, dans l'année précédant la fin du mandat du président sortant. Ceux-ci élisent le couple exécutif le lundi suivant le deuxième mercredi de décembre de la même année.

### Clause 5: prérequis pour la fonction présidentielle
« Nul ne pourra être élu président s'il n'est citoyen de naissance, ou s'il n'est citoyen des États-Unis au moment de l'adoption de la présente Constitution, s'il n'a trente-cinq ans révolus et ne réside sur le territoire des États-Unis depuis quatorze ans. »
Le vingt-deuxième amendement rajoute que nul ne pourra être élu à la présidence plus de deux fois.

### Clause 6: absence ou incapacité
« En cas de destitution, de mort ou de démission du président, ou de son incapacité d'exercer les pouvoirs et de remplir les devoirs de sa charge, ceux-ci seront dévolus au vice-président. Le Congrès pourra, par une loi, prévoir le cas de destitution, de mort, de démission ou d'incapacité à la fois du président et du vice-président en désignant le fonctionnaire qui fera alors fonction de président, et ce fonctionnaire remplira ladite fonction jusqu'à cessation d'incapacité ou élection d'un président. »
La formulation de cette clause fut la cause de controverses lors de sa première utilisation : Les adversaires de John Tyler, vice-président ayant pris le pouvoir à la mort de William Henry Harrison, estimèrent que Tyler aurait dû assumer les fonctions de président sans en porter le titre, et en conservant son titre de vice-président. Cependant, Tyler se fit appeler président et le cas fit jurisprudence. Il fallut attendre le vingt-cinquième amendement pour entériner officiellement cet état de fait.

### Clause 7: émoluments
« Le président recevra pour ses services, à échéances fixes, une indemnité qui ne sera ni augmentée ni diminuée pendant la période pour laquelle il aura été élu, et il ne recevra pendant cette période aucun autre émolument des États-Unis, ni d'aucun des États. »
En 2012, le salaire du président Obama était d'un peu moins de 400 000 dollars par an.

### Clause 8: Serment
« Avant d'entrer en fonctions, le président prêtera serment ou prononcera l'affirmation qui suit :
« Je jure (ou affirme) solennellement de remplir fidèlement les fonctions de président des États-Unis et, dans toute la mesure de mes moyens, de sauvegarder, protéger et défendre la Constitution des États-Unis. » »
Bien qu'on ait longtemps affirmé que George Washington rajouta à ce serment les mots : « avec l'aide de Dieu » (« So help me God »), aucune preuve ne vient corroborer cette hypothèse.
Le serment du vice-président n'est pas précisé par la constitution mais il est habituellement le même que celui des membres du Congrès.

## Section 2: pouvoirs présidentiels

### Clause 1: armées, grâces…
« Le président sera commandant en chef de l'armée et de la marine des États-Unis, et de la milice des divers États quand celle-ci sera appelée au service actif des États-Unis. Il pourra exiger l'opinion, par écrit, du principal fonctionnaire de chacun des départements exécutifs sur tout sujet relatif aux devoirs de sa charge. Il aura le pouvoir d'accorder des sursis et des grâces pour crimes contre les États-Unis, sauf dans les cas d'impeachment. »
Nota : on remarquera qu'il n'est pas indiqué dans cette clause que le président est également le commandant en chef de l'armée de l'air et de l'espace. La raison est évidemment historique, vu que ces forces n'existaient pas lors de sa rédaction. Il n'a pas été, jusqu'à présent, jugé utile de la réécrire, sachant que, d'une part, c'est assez évident et d'autre part, qu'une modification constitutionnelle est un processus long et compliqué.

### Clause 2: avis et consentement (du Sénat)
« Il aura le pouvoir, sur l'avis et avec le consentement du Sénat, de conclure des traités, sous réserve de l'approbation des deux tiers des sénateurs présents. Il proposera au Sénat et, sur l'avis et avec le consentement de ce dernier, nommera les ambassadeurs, les autres ministres publics et les consuls, les juges à la Cour suprême, et tous les autres fonctionnaires des États-Unis dont la nomination n'est pas prévue par la présente Constitution, et dont les postes seront créés par la loi. Mais le Congrès pourra, lorsqu'il le jugera opportun, confier au président seul, aux cours de justice ou aux chefs des départements, la nomination de certains fonctionnaires inférieurs. »
La Cour suprême a cependant reconnu, outre ce pouvoir de signer des traités avec l'accord d'une majorité qualifiée du Sénat, la possibilité pour le président de s'abstenir de cet accord dans certaines matières: on parle de sole executive agreement.

### Clause 3: vacance sénatoriale
« Le président aura le pouvoir de pourvoir à toutes vacances qui viendraient à se produire entre les sessions du Sénat, en accordant des commissions qui expireront à la fin de la session suivante. »

## Section 3: responsabilités présidentielles

### Clause 1: état de l'union
« Le président informera le Congrès, de temps à autre, de l'état de l'Union, et recommandera à son attention telles mesures qu'il estimera nécessaires et expédientes. »
À l'origine, les présidents adressaient en personne leur message au Congrès. Thomas Jefferson, trouvant la procédure trop monarchique, choisit à la place d'envoyer un message écrit lu par des fonctionnaires du Congrès. Cette procédure fut conservée jusqu'à Woodrow Wilson avant de revenir à la forme originelle.

### Clause 2: session extraordinaire du Congrès
« Il pourra, dans des circonstances extraordinaires, convoquer l'une ou l'autre des Chambres ou les deux à la fois, et en cas de désaccord entre elles sur la date de leur ajournement, il pourra les ajourner à tel moment qu'il jugera convenable. »
La dernière fois que fut utilisé ce pouvoir fut en 1948 par Harry S. Truman. Il s'agissait de la vingt-septième fois dans l'histoire des États-Unis qu'une session extraordinaire était convoquée.

### Clause 3: recevoir des représentants étrangers
« Il recevra les ambassadeurs et autres ministres publics. »

### Clauses 4 et 5: exécution de la loi et fonctionnaires
« Il veillera à ce que les lois soient fidèlement exécutées, et commissionnera tous les fonctionnaires des États-Unis. »

## Section 4: Impeachment
« Le président, le vice-président et tous les fonctionnaires civils des États-Unis seront destitués de leurs charges sur mise en accusation et condamnation pour trahison, corruption ou autres crimes et délits majeurs. »